# Wannenmacher Fábián
Wannenmacher Fábián (Buziásfürdő, 1882. szeptember 6. – Budapest, 1967. február 14.) magyar építész, kora egyik legműveltebbnek tartott építésze.

## Élete
Szülei Wannenmacher János és Bisztetzky Katalin. Külföldi építészeti tanulmányok után hazatérve 1903-tól adott be terveket építészeti pályázatokra. 1909-től Führer Miklós, 1911-től Porgesz József irodájában dolgozott, de rövid ideig a Vágó testvéreknél is működött. Az első világháborút követően Vidor Emil, később Málnai Béla irodájában kapott munkalehetőséget.
Az első világháború idején négy évig harctéri szolgálatot teljesített és különböző frontokon harcolt. III. osztályú katonai érdemkereszttel, ezüst Signum Laudis-sal, bronz Signum Laudis-sal (hadiszalagon a kardokkal), Károly csapatkereszttel tüntették ki. Tagja  volt a budapesti Mérnöki Kamarának, a Képzőművészek Egyesületének. Építészeti munkáiért a Magyar Mérnök- és Építészegylet aranyérmével (1908 és 1910), ezüstérmével (1921), és az Ybl-éremmel dicsérték meg.
Az 1920-as években két neoeklektikus bérházat tervezett Újlipótvárosba. Villákat is épített. Az OTI részére erőműtelepeket és kis családi házakat tervezett.
Jelentős szakirodalmi munkássága volt, 1911–1912-ben szerkesztette az Építészet és Iparművészet című folyóiratot. Festményeket is alkotott. Egy ideig a Magyar Építő- és Iparművészeti Rajzolók Országos Egyesületének elnöki tisztségét is betöltötte.
Felesége Kaufmann Elza volt, akivel 1912-ben kötött házasságot Berlinben.

## Ismert épületei

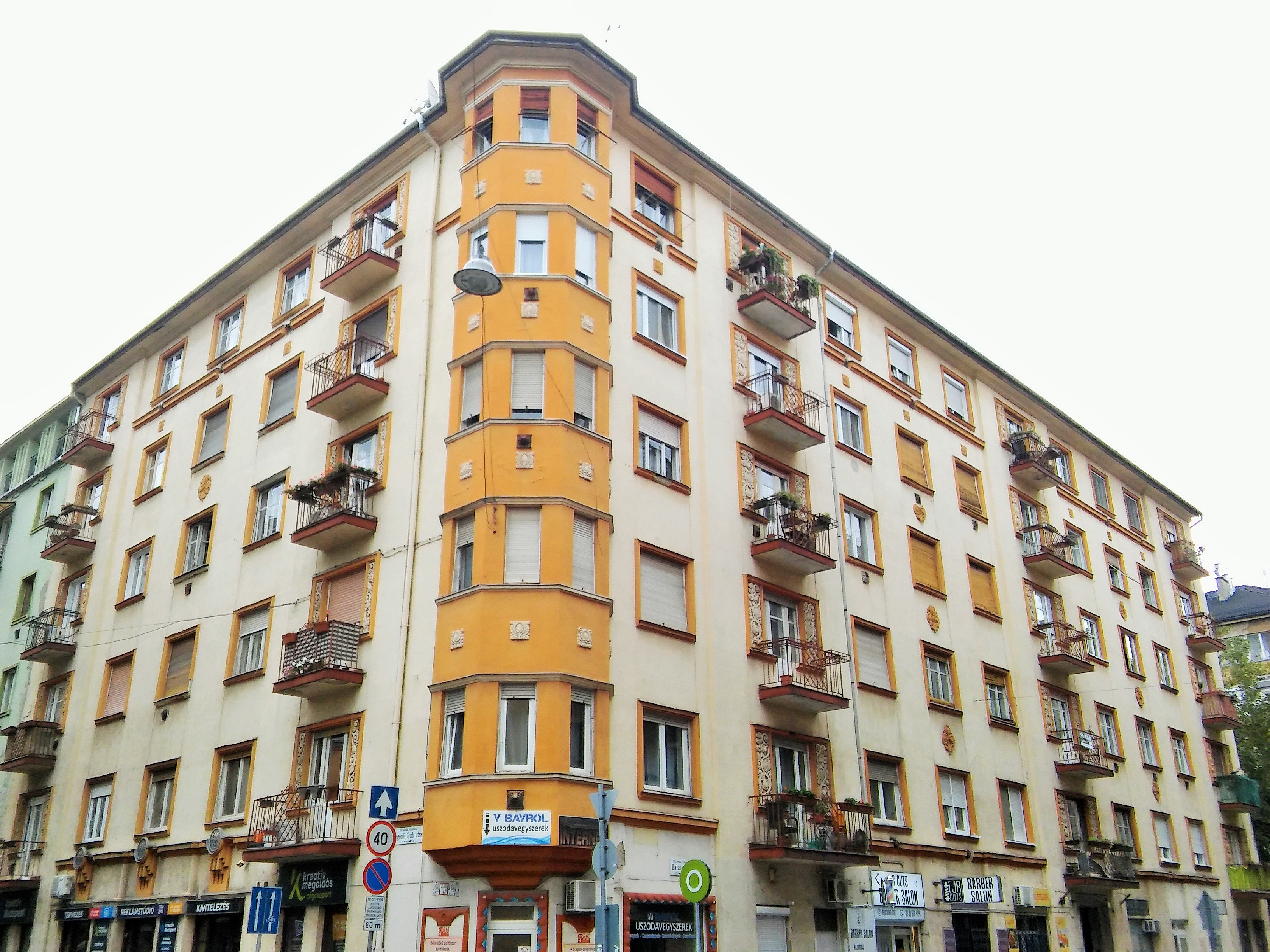
Star Építőipari Rt. bérháza

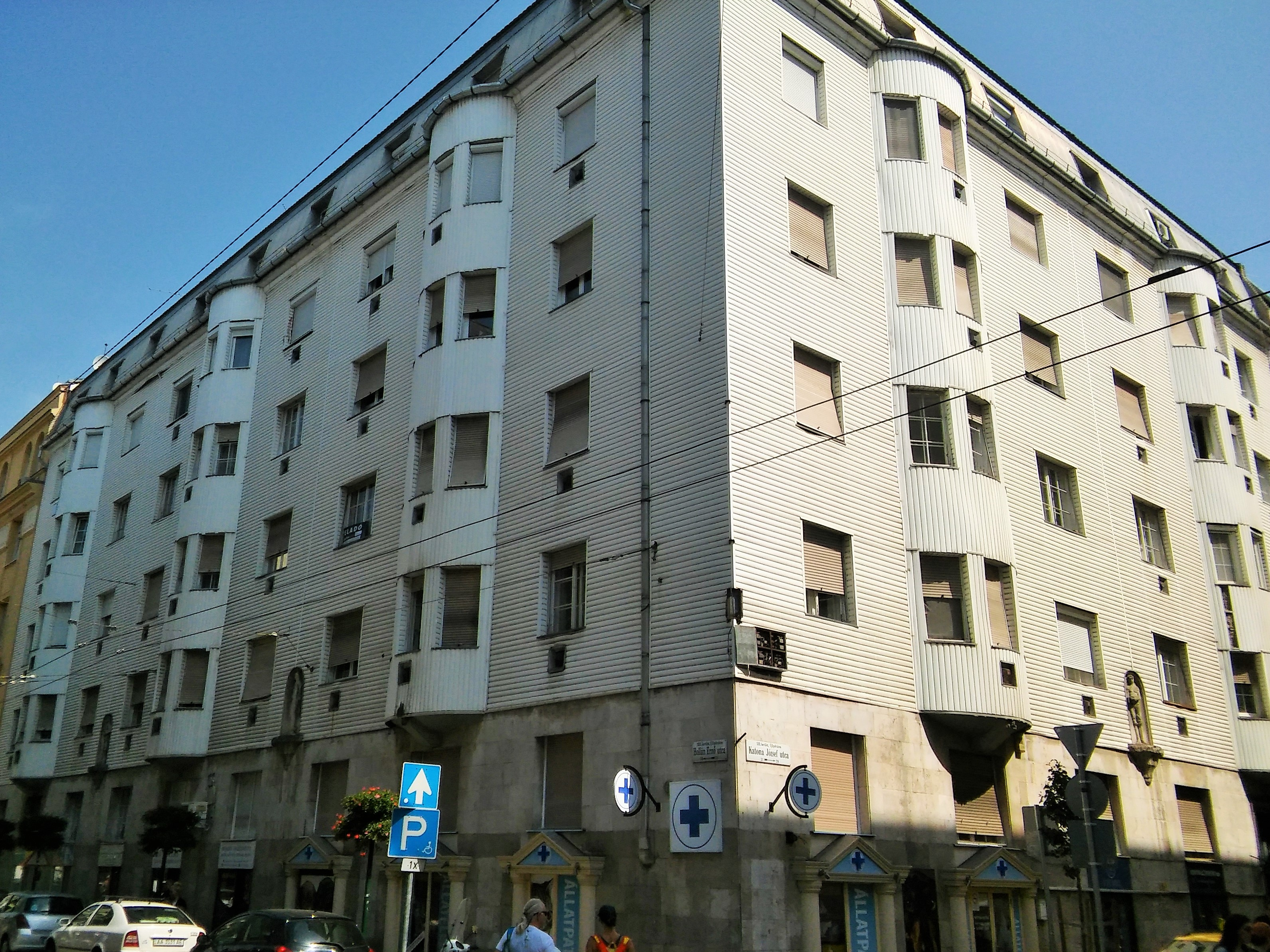
Tarján Aladár és ifj. Walla József Rt. bérháza

- 1909: Vigadó, Breznóbánya (Führer Miklóssal)[4]
- 1912: lakóház, Budapest, Ady Endre u. 1.[4]
- 1926: Tarján Aladár és ifj. Walla József Rt. bérháza, Budapest, Katona József u. 31. / Hollán Ernő u. 11.[8] – az épület késő modern Ongroplast műanyag homlokzati burkolatot kapott[9]
- 1927: Star Építőipari Rt. bérháza, Budapest, Balzac u. 15. / Hegedüs Gyula u. 31.[10]
- ?: magyar vendéglő, London (a Földművelésügyi Minisztérium megbízásából épült)[4]
- ?: magyar vendéglő, Zürich (a Földművelésügyi Minisztérium megbízásából épült)[4]
- ?: magyar vendéglő, Berlin (a Földművelésügyi Minisztérium megbízásából épült)[4]
- ?: vendéglő, Montreux[5]

Az 1920-as években Vidor Emil mellett részt vett a Kőbányai Polgári Serfőzde, és a Szent István Tápszerművek számára végzett munkálatokban, sok esetben kivitelező-építőmesterként.

### Tervben maradt épületei
- 1904: telepes templomok, helyszín megjelölése nélkül (Schuldner Miklóssal)[4]
- 1906: építészeti iroda, helyszín megjelölése nélkül (Építési és Műszaki Rajzolók Egyesületének nagypályázata)[4]
- 1908: Városház átalakítása, Pozsony (Schuldner Miklóssal, II. díj)[4]
- 1908: főúri kastély, helyszín megjelölése nélkül (Magyar Mérnök és Építész Egylet pályázata, III. díj)[4]
- 1910: Szent Imre kollégium, Budapest (III. díj)[4]
- 1910: világvárosi nagyáruház, helyszín megjelölése nélkül (Magyar Mérnök és Építész Egylet nagypályázata, I. díj)[4][13]
- 1911: községi nyilvános könyvtár és közművelődési intézet, helyszín megjelölése nélkül (Porgesz Józseffel)[4]
- 1911: református egyház bérháza, Debrecen[14]
- 1912: székesfővárosi árubódék, Budapest[4]
- 1913: Nemzeti Színház, Budapest[4]
- 1913: Színház, Nagybecskerek[4]
- 1914: templom, Budapest, Rezső tér[4]

Ő készítette el Hikisch Rezsővel közösen Ferenc József-híd és Múzeum körút ünnepi díszítését 1919. május 1-jén.

### Csak kivitelező
- 1908–1909: Görög katholikus bérháza, Nyíregyháza, Bethlen Gábor u. 5. (a László testvérekkel közösen,[16] tervező: Führer Miklós)[17]

## Egyéb irodalom
- Gottdank Tibor: A magyar zsidó építőművészek öröksége – Lajtán innen és Lajtán túl, K.u.K. Kiadó, Budapest, 2018